# Vrucht (Belgisch recht)
Een vrucht (Frans: fruit; Duits: Frucht) in juridische zin is een rechtsfiguur in het Belgisch en Nederlands burgerlijk recht. Er van afgeleid is het begrip vruchtgebruik.

## In het goederenrecht

### Vruchten en opbrengsten
De vruchten van een goed zijn datgene wat dat goed periodiek voortbrengt, zonder dat dit de substantie ervan wijzigt en ongeacht of het uit zichzelf gebeurt of als gevolg van de valorisatie ervan (art. 3.42, eerste lid BW). Voorbeelden van zulke vruchten zijn de appels van een appelboom, de huuropbrengsten van een verhuurd appartement enz. Ook nieuw geboren dieren en de voortbrengselen van dieren worden als vruchten beschouwd (art. 3.42, derde lid BW). Een vrucht verschilt van een opbrengst. Tot de opbrengsten behoren immers wat het goed opbrengt, maar waardoor de waarde van het goed onmiddellijk of geleidelijk wordt verminderd (art. 3.42, tweede lid BW).

### Vruchtgebruik
In het goederenrecht vinden vruchten vooral hun relevantie in het zakelijk recht van het vruchtgebruik. De vruchtgebruiker heeft immers recht op alle vruchten van het bezwaarde goed die tijdens het vruchtgebruik afgescheiden of opeisbaar worden. Hetzelfde geldt voor de vruchten die nog niet afgescheiden of opeisbaar waren op het ogenblik van het ontstaan van het vruchtgebruik. Vruchten die echter nog niet afgescheiden of opeisbaar waren bij het einde van het vruchtgebruik, komen toe aan de blote eigenaar (art. 3.146, eerste lid BW). 
Indien de partij die geen aanspraak heeft op de vruchten hiervoor prestaties heeft geleverd, kan deze lastens de andere partij een vergoeding eisen overeenkomstig de ongerechtvaardigde verrijking (art. 3.146, tweede lid BW).
Zolang er bij de aanvang van eht vruchtgebruik geen beschrijving van de goederen is opgemaakt, heeft de blote eigenaar en niet de vruchtgebruiker recht op de vruchten en kan de blote eigenaar de afgifte van het met vruchtgebruik bezwaarde goed aan de vruchtgebruiker opschorten (art. 3.150, tweede lid BW).

### Oude recht
Naar Belgisch recht waren er tot 2021 drie soorten vruchten. Het Oud Burgerlijk Wetboek (oud BW) maakte immers nog een onderscheid tussen natuurlijke vruchten, vruchten van nijverheid en burgerlijke vruchten.
- Natuurlijke vruchten (les fruits naturels; Naturalfrüchte) zijn die dewelke de aarde uit zichzelf voortbrengt, of die voortbrengsels zijn van dieren en hun jongen (art. 583, eerste lid oud BW)
- Vruchten van nijverheid (les fruits industriels; Industrialfrüchte) zijn die welke men door bebouwing verkrijgt (art. 583, tweede lid oud BW).
- Burgerlijke vruchten (les fruits civils; Zivilfrüchte) zijn huishuren, interesten van opeisbare geldsommen, rentetermijnen en pachten van landerijen (art. 584 oud BW).

Onder het oude recht bepaalde artikel 582 oud BW dat een vruchtgebruiker recht heeft op het genot van alle soorten vruchten die door de zaak waarvan hij het vruchtgebruik heeft, kunnen worden voortgebracht. Deze bepaling is vergelijkbaar met de artikelen 3.42, derde lid en 3.146, eerste lid BW.
Het Oud Burgerlijk Wetboek bepaalde bovendien dat de jongen van de dieren en de vruchten in beginsel toebehoorden aan de eigenaar van de hoofdzaak, en dit door het recht van natrekking (art. 547 oud BW).  Deze bepaling is vergelijkbaar met artikel 3.42 BW.

## In het familiaal vermogensrecht
Ook in het familiaal vermogensrecht zijn er bepalingen in verband met de vruchten terug te vinden:
- Zo moet een onwaardige erfgenaam alle vruchten teruggeven die hij sinds het openvallen van de nalatenschap zou hebben genoten (art. 4.8, tweede lid BW).
- Bij het bepalen van de erfrechtelijke inbrengen door de erfgenamen, hoeft een erfgenaam geen vruchten in te brengen die voortkwamen uit een geschonken goed dat wordt ingebracht (art. 4.90, §2 BW).
- Een bijzondere legataris kan pas aanspraak maken op de vruchten of interesten van het legaat vanaf de dag waarop hij de afgifte van het legaat vordert, of vanaf de dag waarop het legaat hem of haar vrijwillig wordt afgegeven. Echter kan de erflater in zijn testament afwijken van deze regel (art. 4.202, §2 en §3, 1° BW).